# Andrijana Stipaničić
Andrijana Stipaničić Mrvelj (* 16. September 1981 in Rijeka) ist eine kroatische Biathletin.
Andrijana Stipaničić ist eine in Brod Moravice lebende Studentin. Sie wird von Dragan Naglic trainiert und startet für Verein BK Jarum. 2005 rückte sie in den kroatischen Nationalkader auf und debütierte in Obertilliach als 45. in einem Einzel im Biathlon-Europacup. Ein Jahr darauf trat sie in Ruhpolding erstmals im Biathlon-Weltcup an und wurde 99. in einem Sprintrennen. Bestes Ergebnis bei den Biathlon-Europameisterschaften 2006 in Langdorf war Rang 61 im Sprint. Noch im selben Jahr erreichte Stipaničić in Martell als Zehnte im Sprint und als Neunte erstmals Top-Ten-Platzierungen. Ein nächster Höhepunkt wurde die Universiade 2007 in Cesana San Sicario. Dort war Rang 21 im Sprint Stipaničićs bestes Ergebnis. Ähnliche Ränge erreichte sie auch bei den Biathlon-Europameisterschaften 2007 in Bansko und 2008 in Nové Město na Moravě. Ihre beste Saison lief die Kroatin bislang 2007/08. Am Holmenkollen in Oslo erreichte sie als 55. im Sprint ihr bisher bestes Einzelergebnis. Damit qualifizierte sie sich erstmals für ein Verfolgungsrennen, wurde allerdings überrundet und kam damit nicht ins Ziel. Kurz zuvor startete sie in Östersund bei den Biathlon-Weltmeisterschaften 2008, nachdem sie im Vorjahr trotz einer Nominierung nicht angetreten war. Im Einzel erreichte sie den 58. Platz, im Sprint startete Stipaničić trotz Meldung nicht. Im Jahr 2009 nahm Andrijana Stipaničić an den Weltmeisterschaften in Pyeongchang teil und erreichte mit Platz 39 im Einzelrennen erstmals in ihrer Karriere die Punkteränge. Sie nahm an den Olympischen Winterspielen 2010 teil. Sie startete im Einzelrennen, in dem sie den 83. Platz belegte.

## Biathlon-Weltcup-Platzierungen
Die Tabelle zeigt alle Platzierungen (je nach Austragungsjahr einschließlich Olympische Spiele und Weltmeisterschaften).
- 1.–3. Platz: Anzahl der Podiumsplatzierungen
- Top 10: Anzahl der Platzierungen unter den ersten zehn (einschließlich Podium)
- Punkteränge: Anzahl der Platzierungen innerhalb der Punkteränge (einschließlich Podium und Top 10)
- Starts: Anzahl gelaufener Rennen in der jeweiligen Disziplin

| Platzierung                      | Einzel | Sprint | Verfolgung | Massenstart | Staffel | Gesamt |
| -------------------------------- | ------ | ------ | ---------- | ----------- | ------- | ------ |
| 1. Platz                         |        |        |            |             |         |        |
| 2. Platz                         |        |        |            |             |         |        |
| 3. Platz                         |        |        |            |             |         |        |
| Top 10                           |        |        |            |             |         |        |
| Punkteränge                      | 1      |        |            |             | 3       | 4      |
| Starts                           | 8      | 25     | 2          |             | 3       | 38     |
| Stand: nach der Saison 2009/2010 |        |        |            |             |         |        |